# Lyø
Bản mẫu:Geobox Settlement

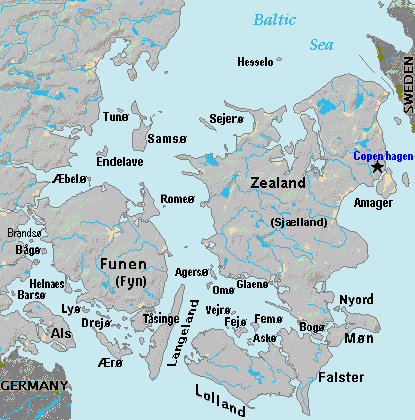
Lyø (phía dưới, bên trái), bắc đảo Ærø, nam đảo Fyn, tây bắc đảo Drejø.

Lyø là 1 đảo nhỏ của Đan Mạch ở phía nam đảo Fyn. Đảo có diện tích 6 km² với 140 cư dân, phần lớn cư ngụ trong 1 làng ở giữa đảo. Cách làng chừng 1 km, có 1 cảng vừa là cảng du thuyền vừa là bến tàu phà. Trên đảo có 1 nhà thờ xây bằng đá thô từ thời Cải cách (sang đạo Tin Lành), tới thập niên 1640 đã sửa chữa, và sau đó sửa lại nhiều lần nữa.
Về hành chính, Lyø thuộc thị xã Faaborg-Midtfyn (nam đảo Fyn) và Vùng Nam Đan Mạch.
Về giao thông, có tuyến tàu phà tới đảo từ thành phố Faaborg (nam đảo Fyn) và Avernakø.

## Điểm độc đáo

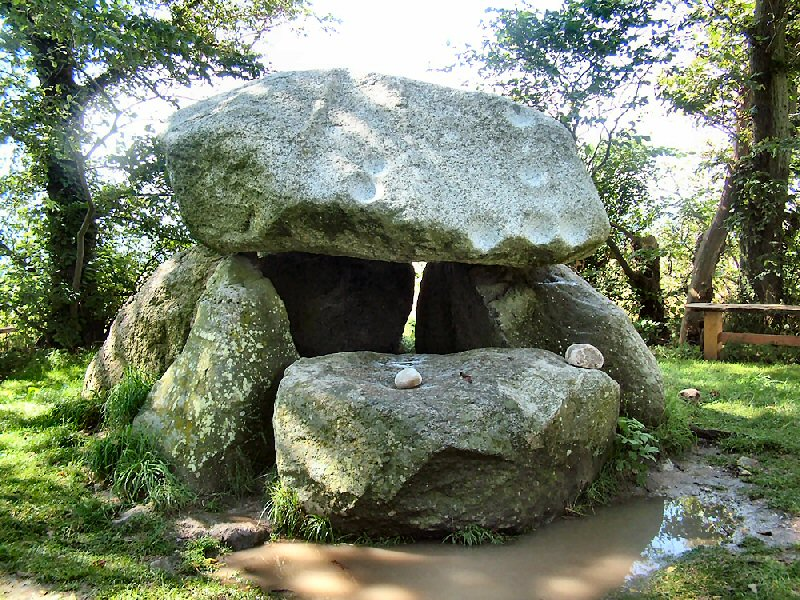
Đá chuông trên đảo Lyø

Đảo có 1 hầm mộ bằng đá từ hàng ngàn năm trước. Khi gõ vào các tảng đá này, sẽ có âm vang lên như tiếng nhạc. Có truyền thuyết cho rằng khi ta ước nguyện điều gì mà gõ vào đá, nếu đá kêu vang thì ước nguyện đó sẽ thành.